# Villers-sur-Auchy
Villers-sur-Auchy är en kommun i departementet Oise i regionen Hauts-de-France i norra Frankrike. Kommunen ligger i kantonen Songeons som tillhör arrondissementet Beauvais. År 2022 hade Villers-sur-Auchy 371 invånare.

## Befolkningsutveckling
Antalet invånare i kommunen Villers-sur-Auchy
| Referens: INSEE |